# Cube (videojoc)
Cube és un videojoc d'acció en primera persona i també un motor de videojoc lliure. El motor i el videojoc han sigut desenvolupats per Wouter van Oortmerssen.
El videojoc funciona en una gran varietat de sistemes operatius, incloent-hi el Microsoft Windows, Linux, FreeBSD, Mac OS X i dispositius d'iPhone i Pocket PC amb acceleració en 3D com el Dell Axim x50v. Utilitza la OpenGL i el SDL. El Cube permet el joc d'un sol jugador i multijugador. El joc conté un editor de nivells incorporat sense sortir del joc.
El primer llançament amb el mode d'un sol jugador va ser el gener del 2002. L'última actualització del Cube es va produir el 29 d'agost de 2005.

## Moto de joc

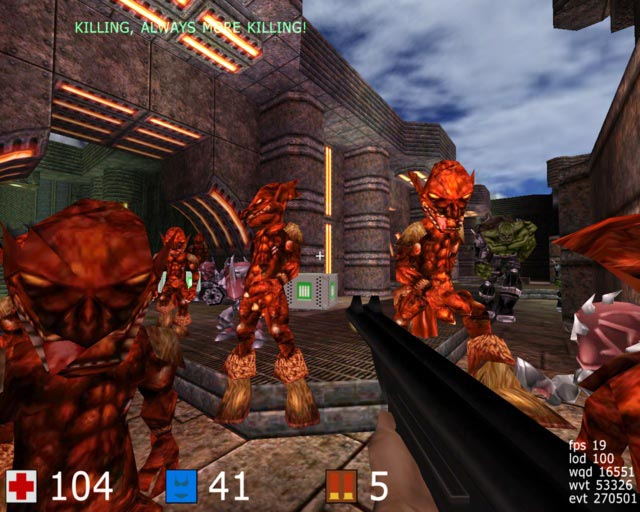
Una pantalla del Cube

El moto del Cube va ser dissenyat amb un motor extern, p.e. va ser dissenyat amb mapes que eren externs a diferència del Doom i el Quake, que estaven optimitzats interioment.
Utilitza un model de món mig-3D semblant al Motor de Doom, basat en mapes amplis en 2D. Això imposa diverses limitacions (p.e. no podien haver habitacions per sobre d'habitacions), però permet pendents 3D que a canvi poden ser utilitzats per fer en la majoria de models, per exemple per crear ponts no-lineals.
El motor es basa en la filosofia de zero-precompilació - totes les dades del mapa són interpretades dinàmicament, i no cal recalcular-les com passa amb els mapes d'ombres o les dades BSP. Això fa possible l'edició del mapa en joc. El Cube suporta el multi-usuari i l'edició de mapes en temps real.
El motor és compacte i confia en la simplicitat i la força bruta en comptes de complexitat afinada.

## Estil de joc -Jugabilitat
Fins al 29 d'agost del 2005, hi havia 37 mapes d'un sol jugador i 65 de DM (DeathMatch), en un total de 102 mapes.
El joc Multijugador utilitza un codi de joc en xarxa (anomenat ENet ).

### Jugabilitat en un sol jugador
El joc en un sol jugador inclou dos modes de joc. Un mode un sol jugador planer on els objectes i els monstres no es regeneren i tenen una posició fixa; i un mode d'estil "deathmatch" (on hi ha un nombre fixe de mostres, 10 per nivell d'habilitat) i els objectes es regeneren.

### Joc multijugador
El joc Multijugador inclou dotze modes:
- "Tothom és lliure":
- "Coop Edit"
- "Free For All"
- "Teamplay"
- "Instagib"
- "Efficiency"
- "Insta Arena"
- "Tactics Arena"